# Soquete sTR5
Socket sTR5, é um socket de CPU LGA (land grid array) projetado pela AMD. Ele suporta a série Ryzen Threadripper 7000 baseada em Zen 4, lançada em novembro de 2023.

## Detalhes
sTR5 é um soquete para as linhas de processadores de estação de trabalho Ryzen Threadripper HEDT e Ryzen Threadripper Pro. Isso é diferente das gerações anteriores (séries 3000 e 5000) de processadores Ryzen Threadripper / Threadripper Pro, que estavam em soquetes separados, sTRX4 e sWRX8, respectivamente.
O soquete sTR5 possui dois chipsets disponíveis: TRX50 para sistemas de consumo HEDT e WRX90 para sistemas de estações de trabalho profissionais. TRX50 suporta modelos de CPU Threadripper e Threadripper PRO, enquanto WRX90 suporta apenas modelos Threadripper Pro.
O soquete sTR5 suporta memória DDR5 ECC RDIMM e PCIe 5.0. Ele não oferece suporte a DIMMs não registrados, RAM não ECC ou DDR4. O número máximo de canais de memória é 8 e o número máximo de pistas PCIe 5.0 é 128 com uma CPU Threadripper PRO e uma placa-mãe WRX90.